# Sandra Martín Pérez
Sandra Martín Pérez (Rabat, Marroc, 10 de setembre de 1972) és una advocada i política valenciana, diputada a les Corts Valencianes en la IX legislatura.

## Biografia
És llicenciada en dret per la Universitat d'Alacant, exerceix com a advocada en nom propi. Ha realitzat nombrosos cursos en la Universitat d'Alacant. Militant del PSPV-PSOE, n'ha estat vicesecretària general a Alacant i és membre de la Comissió de Garantia i d'Igualdat del PSOE.
Fou escollida diputada per Alacant a les eleccions a les Corts Valencianes de 2015.